# Janeži
Janeži este o localitate din comuna Sodražica, Slovenia, cu o populație de 18 locuitori.